# 小行星12533
小行星12533（12533 Edmond）是一颗绕太阳运转的小行星，为主小行星带小行星。该小行星于1998年6月2日发现。

## 轨道参数
小行星12533的轨道半长轴为2.5725568 UA，离心率为0.215。